# 卡尔·凯恩
卡尔·塞西尔·凯恩（英語：Carl Cecil Cain，1934年8月2日—2024年6月2日），出生于伊利诺伊州弗里波特，美国篮球运动员，曾代表美国参加1956年夏季奥运会男子篮球比赛，并获得金牌。